# Tripelalliancen
 Denne artikel bør gennemlæses af en person med fagkendskab for at sikre den faglige korrekthed.

Tripelalliancen var en militær alliance blandt Tyskland, Østrig-Ungarn og Italien. Den varede fra den 20. maj 1882, indtil Første Verdenskrig i 1914. Hver medlem lovede fælles støtte i tilfælde af et angreb af nogen anden stormagt, eller, i tilfælde af Tyskland og Italien, en angreb af Frankrig alene. I en suppleret angivelse, præciserede Italien, at dens virksomheder ikke kunne anses for at være rettet mod Storbritannien. Kort efter fornyelse af Alliancen i juni 1902 fik Italien hemmeligt udvidet en lignende garanti med Frankrig. Ved en bestemt aftale, ville hverken Østrig-Ungarn eller Italien ændre status quo på Balkan uden forudgående konsultation.
Da Østrig-Ungarn befandt sig i krig i august 1914 med den rivaliserende Ententemagterne, lovede Italien at støtte de centrale magter: Tyskland, Østrig-Ungarn og senere Det Osmanniske Rige. På grund af Tyskland og Østrig-Ungarn var offensive, mens tripelalliancen skulle have været en forsvarsalliance, så deltog Italien ikke i krigen. Senere, sluttede Italien sig til konflikten på Ententens side og erklærede krig mod Østrig-Ungarn i maj 1915 og Tyskland i august 1916. Carol I i Rumænien, gennem hans premierminister Ion I.C. Brătianu havde også i al hemmelighed lovet at støtte tripelalliancen, men også han forblev neutral, da Østrig-Ungarn startede krigen.